# Uahan segye
Pour plus de détails, voir Fiche technique et Distribution.
Uahan segye (우아한 세계, littéralement « un monde élégant ») est un film sud-coréen réalisé par Han Jae-rim, sorti en 2007.

## Synopsis
Un homme essaie de concilier sa vie de famille et sa vie de gangster.

## Fiche technique
- Titre : Uahan segye
- Titre original : 우아한 세계
- Titre anglais : The Show Must Go On
- Réalisation : Han Jae-rim
- Scénario : Han Jae-rim et Lee Ji-won
- Musique : Yōko Kanno, Lee Yong-gi
- Photographie : Park Yong-soo
- Montage : Kim Sun-min
- Société de production : Lucy Film
- Pays :  Corée du Sud
- Genre : Action, comédie dramatique et film de gangsters
- Durée : 109 minutes
- Dates de sortie : 
  -  Corée du Sud : 5 avril 2007

## Distribution
- Song Kang-ho : Kang In-goo
- Oh Dal-su : Hyun-soo
- Choi Il-hwa
- Yun Je-mun : Noh
- Park Ji-yeong : Mi-ryung
- Choi Jong-ryol : le propriétaire de restaurant de dumplings
- Jeong In-gi
- Jo Moon-eui
- Oh Jung-se : le manager
- Kim Kyeong-ik
- Lee Dae-yeon
- Kim So-eun
- Kwon Tae-won

## Distinctions
Le film a été nommé pour cinq Blue Dragon Awards et en a reçu deux : meilleur film et meilleur acteur pour Song Kang-ho.